# Rutledge (Tennessee)
Rutledge è un comune degli Stati Uniti d'America, situato nello Stato del Tennessee, nella Contea di Grainger, della quale è il capoluogo.